# Son en Breugel
Son en Breugel – gmina w południowej Holandii, w prowincji Brabancja Północna niedaleko Eindhoven.